# Jerry Jeudy
(en) Statistiques sur pro-football-reference
Jerry Davarus Jeudy, né le 24 avril 1999 à Deerfield Beach en Floride, est un joueur américain de football américain qui évolue au poste de wide receiver dans la National Football League (NFL) depuis la saison 2020.
Au niveau universitaire, il a joué pendant trois saisons (2017-2019) pour le Crimson Tide de l'Alabama dans la NCAA Division I FBS. Il s'y voit décerner le Fred Biletnikoff Award du meilleur wide receiver universitaire en 2018 et remporte le titre national au terme de la saison 2017. Reconnu joueur All-American en 2018, il est sélectionné dans la première équipe de la Southeastern Conference (SEC) au terme des saisons 2018 et 2019.
Il est électionné en 15e choix global lors du premier tour de la draft 2020 de la NFL par la franchise des Broncos de Denver où il joue pendant quatre saisons avant d'être échangé en 2024 Browns de Cleveland contre des choix de 5e et de 6e tour de la prochaine draft.

## Statistiques

### NCAA
| Année       | Équipe                    | Statut      | MJ |     | Passes réceptionnées | Passes réceptionnées | Passes réceptionnées | Passes réceptionnées |       | Courses | Courses | Courses | Courses |
| Année       | Équipe                    | Statut      | MJ | Nb. | Yards                | Moy.                 | TD                   | Nb.                  | Yards | Moy.    | TD      |         |         |
| 2017        | Crimson Tide de l'Alabama | Fr.         | 08 | 14  | 0 264                | 18,9                 | 02                   | 0                    | 0     | 0,0     | 0       |         |         |
| 2018        | Crimson Tide de l'Alabama | So.         | 15 | 68  | 1 315                | 19,3                 | 14                   | 0                    | 0     | 0,0     | 0       |         |         |
| 2019        | Crimson Tide de l'Alabama | Jr.         | 13 | 77  | 1 163                | 15,1                 | 10                   | 1                    | 1     | 1,0     | 0       |         |         |
| Totaux NCAA | Totaux NCAA               | Totaux NCAA | 36 | 159 | 2 742                | 17,2                 | 26                   | 1                    | 1     | 1,0     | 0       |         |         |

### NFL
| Année          | Équipe              | MJ |                 | Passes réceptionnées | Passes réceptionnées | Passes réceptionnées | Passes réceptionnées |                 | Courses         | Courses         | Courses | Courses |  | Fumbles | Fumbles |
| Année          | Équipe              | MJ | Nb.             | Yards                | Moy.                 | TD                   | Nb.                  | Yards           | Moy.            | TD              | Nb.     | Perdus  |  |         |         |
| 2020           | Broncos de Denver   | 16 | 52              | 856                  | 16,5                 | 3                    | 0                    | 0               | 0,0             | 0               | 2       | 2       |  |         |         |
| 2021           | Broncos de Denver   | 10 | 38              | 467                  | 12,3                 | 0                    | 2                    | 3               | 1,5             | 0               | 1       | 1       |  |         |         |
| 2022           | Broncos de Denver   | 15 | 67              | 972                  | 14,5                 | 6                    | 4                    | 40              | 10,0            | 0               | 0       | 0       |  |         |         |
| 2023           | Broncos de Denver   | 16 | 54              | 758                  | 14,0                 | 2                    | 0                    | 0               | 0,0             | 0               | 1       | 1       |  |         |         |
| 2024           | Browns de Cleveland | ?  | Saison en cours | Saison en cours      | Saison en cours      | Saison en cours      | Saison en cours      | Saison en cours | Saison en cours | Saison en cours | ?       | ?       |  |         |         |
| Totaux NFL     | Totaux NFL          | 57 | 211             | 3 053                | 14,5                 | 11                   | 6                    | 43              | 7,2             | 0               | 4       | 4       |  |         |         |
| Totaux Broncos | Totaux Broncos      | 57 | 211             | 3 053                | 14,5                 | 11                   | 6                    | 43              | 7,2             | 0               | 4       | 4       |  |         |         |

## Vie privée
En 2016, sa soeur Aaliyah est décédée à l'âge de sept ans alors que Jeudy était au lycée,.
Jeudy est d'origine haïtienne.
Jeudy porte un colier avec l'étoile de David bien qu'il ne soit pas juif. Il a acheté le collier parce qu'il a été surnommé « Juif » (Jew), en fonction de la première syllabe de son nom de famille.
Le 12 mai 2022, Jeudy est arrêté dans le Comté d'Arapahoe au Colorado et accusé de violence domestique au deuxième degré. L'arrestation fait suite à un incident présumé non violent avec sa petite amie, qui a depuis demandé que les charges retenues contre lui soient abandonnées.

## Identité visuelle

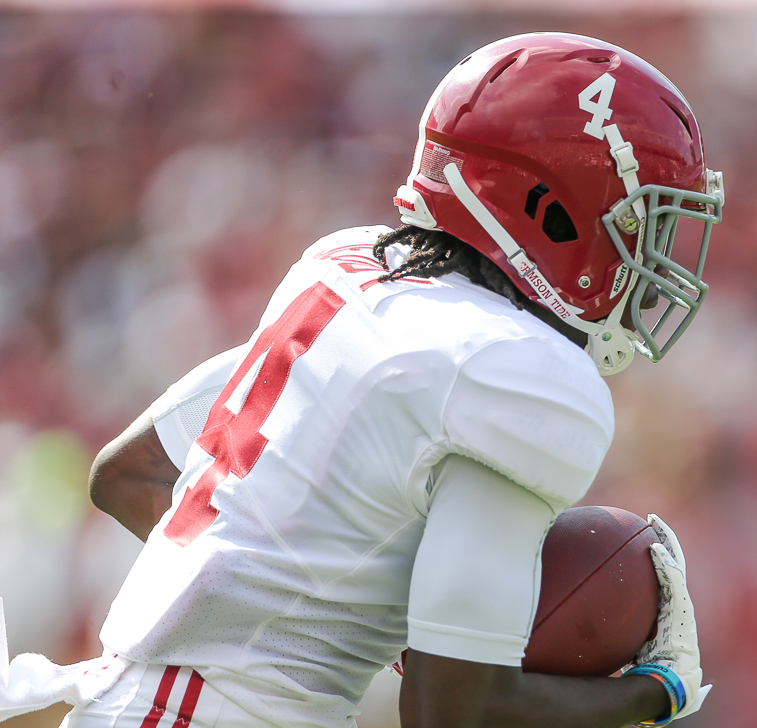
Jerry Jeudy en 2019 à Alabama.